# El Hadjeb
El Hadjeb est une commune de la wilaya de Biskra en Algérie.